# Festival du documenteur de l'Abitibi-Témiscamingue
Le Festival du DocuMenteur de l’Abitibi-Témiscamingue est un festival qui se déroule dans la région de l'Abitibi-Témiscamingue, dans la province de Québec, au Canada. Durant trois soirs, les organisateurs font des projections en plein air de faux documentaires de calibre national et international. Le programme comprend aussi un concours de création où cinq équipes de vidéastes doivent relever le défi de réaliser un faux documentaire dans les municipalités de la région en 72 heures.

## Objectifs du Festival du DocuMenteur
- Permettre aux vidéastes de tout horizons de perfectionner leur art en Abitibi-Témiscamingue
- Diffuser des œuvres dans le but de donner une visibilité aux vidéastes
- Faire découvrir à la population des œuvres différentes et rafraîchissantes
- Créer un milieu propice pour les échanges (création de réseaux de contacts entre les artistes, producteurs et journalistes)
- Mettre en image l'Abitibi-Témiscamingue de manière à la voir sous un nouvel angle et démystifier les préjugés dont elle est victime
- Initier la population régionale au cinéma en la sollicitant lors des tournages (figurants, musiciens, etc.)

## Diffusion et création
Le Festival du DocuMenteur se consacre au cinéma de genre faux documentaire et se déroule en deux volets : création et diffusion.

### Diffusion
Le festival est composé de trois blocs de projections d’environ deux heures chacun.
Bloc 1 et 2 : faux documentaires internationaux.
Bloc 3 : projection des œuvres réalisées par les vidéastes dans le cadre de l’événement.
Les projections ont lieu soit à la scène extérieure du lac Osisko après le coucher du soleil (environ 22 h) ou au Petit Théâtre du Vieux-Noranda en cas de pluie.
Des projections ont également lieu lors de 5 à 7 dans des bistrots et pubs de la ville de Rouyn-Noranda.

### Création
- Cinq équipes de trois vidéastes participent au volet création (une équipe par MRC, les équipes se voient attribuer leur lieu de tournage par un tirage au sort lors de la soirée de lancement du festival)
- Chaque équipe est constituée de trois vidéastes auxquels on assigne un reporter-vidéaste, ou topoïste, qui couvrira leurs tournages et présentera, chaque soir, un petit « making of ». Ce topo d’une minute ne doit en aucun cas dévoiler le propos du film en cours de réalisation;

Les équipes de vidéastes doivent réaliser un faux documentaire d’une durée de cinq à dix minutes mettant en valeur leur MRC.

## Reconnaissance
Pour le milieu culturel régional et même pour le milieu de la vidéo au Québec, le Festival est désormais un incontournable de l’été[réf. souhaitée].
La reconnaissance provient aussi du milieu des festivals de cinéma. Depuis trois ans, le Festival Images en vues des Îles de la Madeleine présente un spécial « DocuMenteur ». Le Festival du DocuMenteur est également en association avec le Festival du cinéma international en Abitibi-Témiscamingue qui présente, dans le cadre de l’événement Espace Vidéo, le film gagnant du concours de création. 
En 2007, l’événement cinématographique du Festival Juste pour rire de Montréal, Comédia, offrait une vitrine au Festival du DocuMenteur en présentant une projection de 90 minutes de faux documentaires issus de la programmation des trois premières éditions. Également, lors de l'édition 2007, un volet fut consacré au Festival de courts métrages Off-Courts de Trouville-sur-Mer (France) qui rendait la pareille en septembre 2007, offrant un volet « DocuMenteur » lors de leur festival.
Deux des films réalisés lors du concours de création 2007 ont été sélectionnés pour participer aux Rendez-vous du cinéma québécois à Montréal en février 2008 et au Festival regard sur le court métrage au Saguenay en mars 2008.
En 2007, le volet Place Rouanda s’est ajouté à la programmation du festival. Une équipe de vidéastes, séquestrés jours et nuits dans l’enceinte de Place Rouanda, devait produire un documentaire, manger et dormir dans le mail du centre commercial. 